# Comitius
Comitius (Sicilia (Romeinse provincie), – Catania, 269) is een heilige en martelaar in de Rooms-katholieke Kerk. Het leven van deze heilige is zo goed als volledig verzonnen.

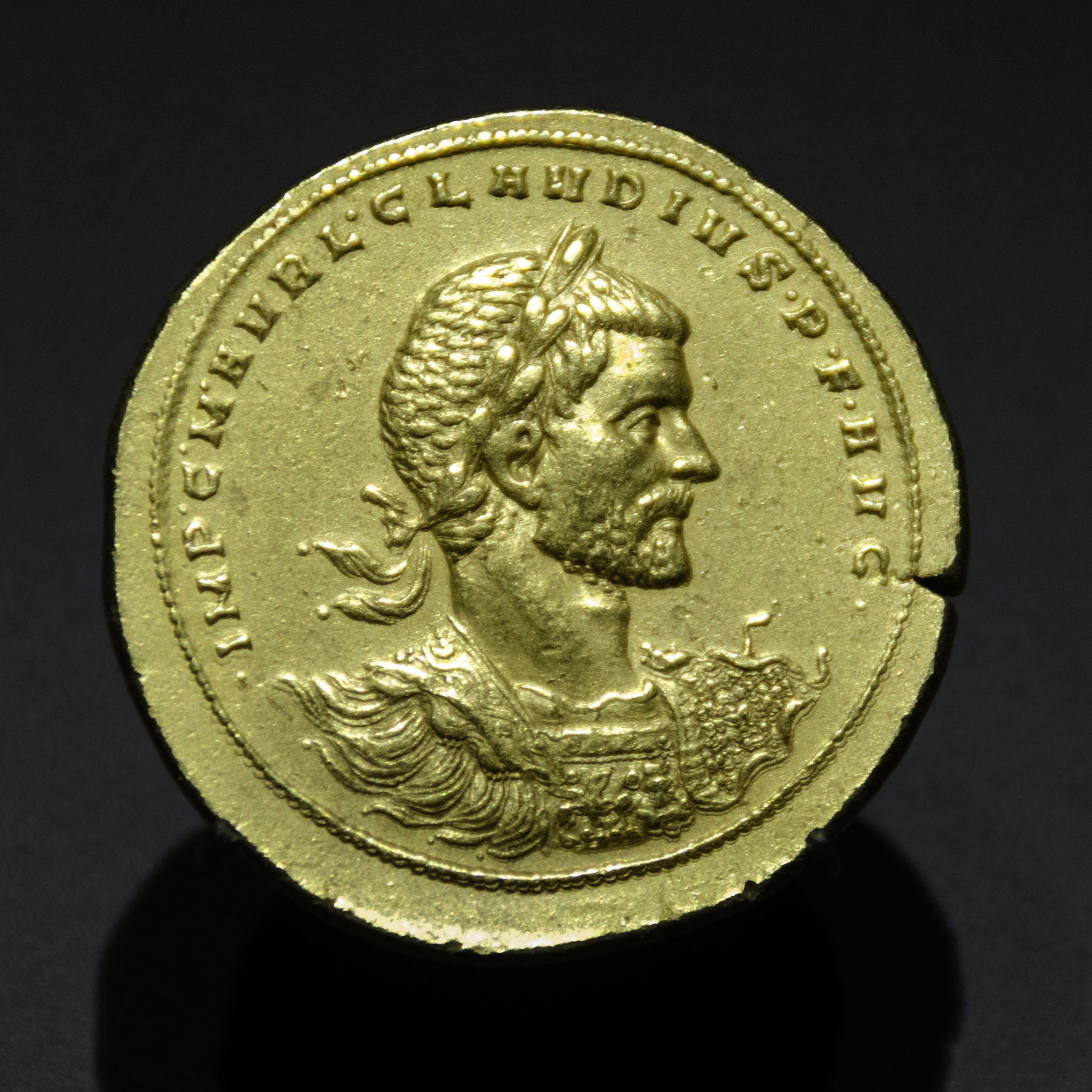
Munt van keizer Claudius II Gothicus

Tijdens het bestuur van keizer Claudius Gothicus vonden er christenvervolgingen plaats op Sicilië. Comitius, een landbouwer uit Catania, weigerde zijn christelijk geloof op te geven. Toen de prefect van Catania hem voorstelde het christendom af te zweren in ruil voor een huwelijk met prinses Claudia, dochter van de keizer, weigerde Comitius. Comitius werd zwaar gefolterd en de prefect liet Comitius uiteindelijk onthoofden in het jaar 269.
De enige bron over dit heiligenleven is de Passio Sancti Comitii of het Lijden van de heilige Comitius. De bron is uit de 11e-12e eeuw. Hagiografen storen zich aan het feit dat geen enkele Siciliaan deze man beschrijft noch zijn graf of heiligencultus. De Bollandisten, die zich experten in heiligenlevens noemden, weigerden Comitius’ verhaal op te nemen; zij vonden de passage met de dochter van de keizer onmogelijk. Recent onderzoek duidt op een verwarring met Comitius vereerd in Penne op het Italiaanse vasteland of met een Comitius, een van de martelaren van Lyon.